# Машкино (Конишевський район)
Машкино (рос. Машкино) — село в Конишевському районі Курської області Російської Федерації.
Населення становить 219 осіб. Входить до складу муніципального утворення Машкинська сільрада.

## Історія
Населений пункт розташований на території українського етнічного та культурного краю Східна Слобожанщина.
Від 2004 року входить до складу муніципального утворення Машкинська сільрада.

## Населення
| 2002 | 2010 |
| ---- | ---- |
| 325  | ↘219 |